# パレスガード
『パレスガード』（PALACE GUARD） は、1991年にアメリカで放映されたアクションドラマ。
日本ではWOWOWで1992年に放映され、その後全国の地上波放送局で放映され、スーパーチャンネル（現:スーパー!ドラマTV）でも放映された。

## 内容
ホテルの宿泊客を専門に狙う世界的な宝石泥棒トミー・ローガンは、仮釈放で出所した。彼を待っていたのは、意外なことに、世界中に豪華ホテルのチェーンを展開するパレス・ホテルのオーナー、アルトゥーロ・タフト。彼は、トミーの持つノウハウを生かす事に目をつけ、ホテルの保安部の責任者に勧誘する。必死に逃げ回るトミーだが、タフトの巧みな勧誘に負けてしまう。ところが、パレス・ホテルには伝統とイメージに固執するバリバリの美人広報部長クリスティがいて、激突の連続。そんな中、豪華ホテルを舞台に起きる様々な事件と二人の活躍が、スリリングに、またコミカルに描かれていく…。

## 登場人物
トミー・ローガン (Tommy Logan)
演：D・W・モフェット (D.W. Moffett)、吹替：石丸博也
クリスティ・クーパー (Christy Cooper)
演：マーシー・ウォーカー (Marcy Walker)、吹替：横尾まり
アルトゥーロ・タフト (Arturo Taft)
演：トニー・ロビアンコ (Tony Lo Bianco)、吹替：大木民夫

## スタッフ
- 製作総指揮 - スティーブン・J・キャネル
- 製作 - スティーブン・J・キャネル プロダクションズ
- 放映 - 米国CBS

## 日本語版制作スタッフ
- プロデューサー - 松岡紀之［3-10］
- 翻訳 - 鈴木導
- 演出 - 岡本知
- 調整 - 飯塚秀保
- 効果 - P A G
- スタジオ - グロービジョン［1・2］
- 制作 - グロービジョン［3-10］

## エピソードリスト
アメリカで放送された順番に記載。
| 各話 | 邦題                 | 原題                     | 放送日         |
| ---- | -------------------- | ------------------------ | -------------- |
| 1    | 華麗なる転身         | PILOT                    | 1991年10月18日 |
| 2    | 偽りの証拠           | THE THREE-MINUTE EGG     | 1991年10月25日 |
| 3    | 恐怖の映画祭         | SIMIAN ENCHANTED EVENING | 1991年11月1日  |
| 4    | いもりの目           | EYE OF NEWT              |                |
| 5    | 招かれざる侵入者     | HOUSE ARREST             |                |
| 6    | ホワイト・エンジェル | THE WHITE ANGEL          |                |
| 7    | 消えた王家の秘宝     | ICED                     |                |
| 8    | 名画の行方           | TOMMY'S ART ATTACK       |                |
| 9    | 盗まれた記憶         | MEMORIES                 |                |